# Радослав Єдинак
Радослав Єдинак (пол. Radosław Jedynak; нар. 9 червня 1982, Варшава) – польський шахіст, гросмейстер від 2006 року.

## Шахова кар'єра
У шахи навчився грати в 3 років від свого батька, але вперше в шаховому турнірі взяв участь у 7 років. Це був чемпіонат варшавського району Охота, який завершився його перемогою. Починаючи з 1992 року безперервно, упродовж 10 років, брав участь у фіналах чемпіонатів Польщі серед юніорів у всіх вікових категоріях. На своєму рахунку має три медалі цих змагань: золоту (1994), срібну (1993, обидві в категорії до 12 років) і бронзову (1996, до 14 років). 1994 року взяв участь у чемпіонаті світу серед юніорів до 12 років, де поділив третє місце разом з майбутнім чемпіоном світу ФІДЕ Русланом Пономарьовим. Того ж року взяв участь у чемпіонаті Європи серед юніорів. 1993 року став срібним призером клубного чемпіонату Польщі серед юніорів в складі команди Legion Warszawa, у 1996 - 1997 переможцем клубного чемпіонату країни, а 2000-го – бронзовим призером. У 2003 році виборов бронзову медаль клубного чемпіонату Польщі. Триразовий призер клубного чемпіонату Польщі з бліцу: двічі золотий (у 2005 і 2006 роках) та срібний (2001). Всі медалі починаючи з 1996 року завоював представляючи кольори клубу PTSz Плоцьк.
У 1999-2005 не брав участі у шахових змаганнях, присвятивши тоді свій час освіті (у 2005 році завершив навчання на факультеті Політичних наук Варшавського університету), а також шахової публіцистики. Водночас 2001 року отримав звання міжнародного майстра. 2005 року повернувся до активної турнірної гри і невдовзі став гросмейстером. Виграв чи поділив 1-ше місце на міжнародних турнірах, зокрема, в таких містах, як: Зноймо (2002), Ярнолтовек (2003), Лойтерсдорф (2006), Марсі-л'Етуаль (2006), Монпельє (2006), Дайцизау (2007), Оберварт (2007), Малага (2008), Вісла (2009, турнір Морський коник Ревала), Карпач (2012).
Найвищий рейтинг Ело в кар'єрі мав станом на 1 жовтня 2006 року, досягнувши 2559 очок займав тоді 10-те місце серед польських шахістів.

## Зміни рейтингу
| На цьому місці має відображатися графік чи діаграма, однак з технічних причин його відображення наразі вимкнено. Будь ласка, не видаляйте код, який викликає це повідомлення. Розробники вже працюють для того, щоби відновити штатне функціонування цього графіка або діаграми. | |
| | На цьому місці має відображатися графік чи діаграма, однак з технічних причин його відображення наразі вимкнено. Будь ласка, не видаляйте код, який викликає це повідомлення. Розробники вже працюють для того, щоби відновити штатне функціонування цього графіка або діаграми. |